# Thamnosophis
Thamnosophis es un género de serpientes de la familia Lamprophiidae que incluye seis especies de culebras endémicas de Madagascar.

## Especies
Se reconocen las especies siguientes:
- Thamnosophis epistibes (Cadle, 1996)
- Thamnosophis infrasignatus (Günther, 1882)
- Thamnosophis lateralis (Duméril, Bibron & Duméril, 1854)
- Thamnosophis martae (Glaw, Franzen & Vences, 2005)
- Thamnosophis mavotenda Glaw, Nagy, Köhler, Franzen & Vences, 2009
- Thamnosophis stumpffi (Boettger, 1881)